# Idaea typicata
Idaea typicata là một loài bướm đêm trong họ Geometridae.